# Cartridge
Cartridge er et dansk indie-band dannet i 2002.
Deres første demobånd blev produceret i 2004 og i 2006 udkom deres debutalbum under navnet Enfant Terrible. Deres andet album, Fractures, udkom i januar 2008.
Bandet har også formået at opnå en vis popularitet i Storbritannien. Deres debutsinglen "The Woods" i Storbritannien.
Nummeret har været "Song Of The Day" på Popjustice.com og Cartridge spillede deres første koncert i det Storbritannien i 2009.

## Medlemmer
- Mathias Wullum Nielsen - Forsanger, guitar, synthesizer
- Alex Phumoon Thomsen - Guitar
- Thomas Vesterbæk - bas, synthesizer
- Niels Fibæk Bertel - Tromme, percussion

## Diskografi
- 2006 Enfant Terrible
- 2008 Fractures